# 영천시외버스터미널
영천시외버스터미널은 경상북도 영천시 강변로 44(금노동 584-3)에 있는 버스 터미널이다. 고속버스 전산망상의 터미널 번호는 845이다.
현재 운영되고 있는 터미널 건물은 기존 터미널 시설을 정비하여 1990년 12월 20일에 준공된 것이다. 2층 건물로 구성되어 있으며 1층 대부분 공간이 터미널을 위한 시설이고 그 외에 의원, 카페가 자리잡고 있다.
고속버스 회사는 천일고속만 4~5회 들어온다. 인천국제공항으로 가려면 동영천 나들목 정류장에서 승차해야 한다.
기존 사업자가 폐업을 신청하여, 2024년 1월부터 영천시청이 운영 주체로 변경됐다.

## 운행 노선

### 고속버스
- 2017년 11월 20일부터 망정동 창신아파트에서 중간 승하차할 수 있다.[3]

| 운행 노선       | 운행업체 | 운행구간 | 운행구간 | 운행구간 | 경유지               | 배차 간격 | 시간표                            |
| --------------- | -------- | -------- | -------- | -------- | -------------------- | --------- | --------------------------------- |
| 영천 ↔ 서울경부 | 천일고속 | 영천     | ↔        | 서울경부 | 망정동, 낙동강휴게소 | 5회       | 07:30, 10:00, 13:00, 15:50, 18:50 |

### 시외버스
2018년 6월 28일부터 경주행 노선이 폐지되었다.
| 방면        | 행선지 |
| ----------- | --- |
| 충청권 방면 | 청주 |
| 영남권 방면 | 건천, 고경, 구미, 금호, 김천, 도평, 동대구, 동대구역, 부남, 부산, 불로, 삼창, 상옥, 송이, 경주역, 아화, 안강, 안덕, 용계, 임포, 자천, 점촌, 주왕산, 죽장, 진보, 창하, 청송, 포항, 풍산, 하양, 화목 |

### 시내버스
터미널 구내로 시내버스가 들어오며 영천시 고정 노선인 1번, 2번, 55번, 555번을 제외한 읍면 노선들이 터미널 구내 승강장으로 들어와서 승하차한다. 승차장에는 각 방면에 따른 운행 시간표(다이어)가 게시되어 있다. 영천시의 시내순환버스는 단방향으로만 운행하기 때문에 1번은 터미널 바깥의 택시 승강장과 마주보고 있는 버스 정류장에서 대기하고 있다가 출발하며, 2번은 터미널 건너편에 정차한다. 대구행 노선인 55번과 555번은 터미널 바깥의 정류장에 양방향 모두 정차한다.참고로 대구행노선은 창신아파트까지 운행되며 대구발 영천행 막차는 영천터미널까지 운행후 공차회송한다 영천발 대구행 막차는 안심역까지 운행한다